# القبولين (حبيش)

تعديل مصدري - تعديل

القبولين هي إحدى قرى عزلة صائر بمديرية حبيش التابعة لمحافظة إب، بلغ تعداد سكانها 551 نسمة حسب تعداد اليمن لعام 2004.